# Planície de Cura-Aras

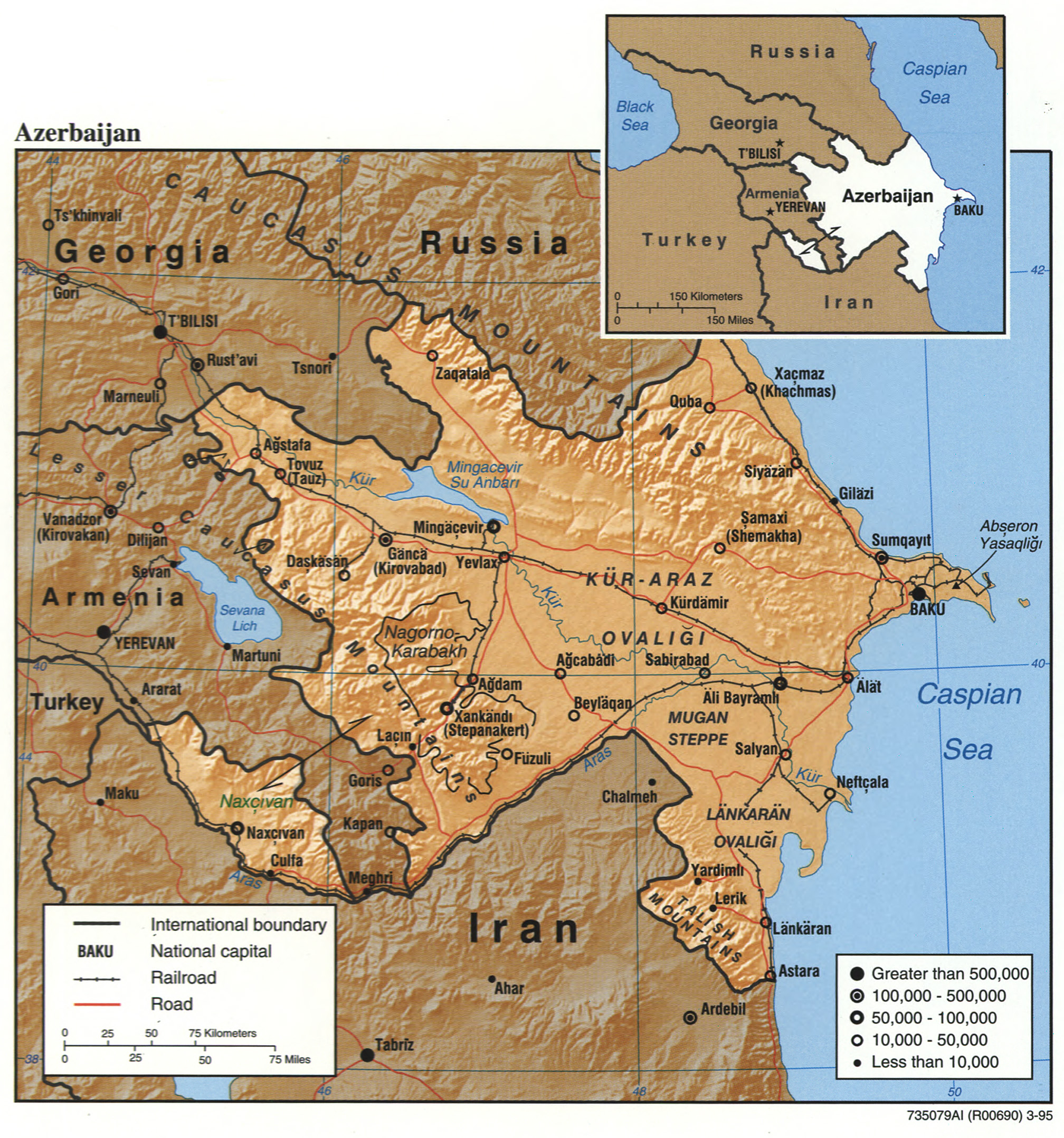
Azerbaijão.

Planície de Cura-Aras, depressão de Cura-Aras ou bacia de Cura-Aras (em azeri: Kür-Araz ovalığı) é uma vasta depressão no centro-sul do Azerbaijão, definida pelos vales do Cura e do Aras. Está situado na costa oeste do mar Cáspio e faz parte da Depressão Aral-Cáspio. É delimitado pelo Grande Cáucaso do Norte, pelo Cáucaso Menor do Oeste e pelas Montanhas Talysh do Sul. O nome deriva dos nomes dos dois rios da região: o Cura e o Aras.